# 新兵营
新兵营，即新疆督办公署“新兵营”，是由原中国工农红军西路军左支队进入新疆后改编成的“中国工农红军西路军总支队”，对外称为新疆督办公署“新兵营”。

## 创建
1937年，中国工农红军西路军左支队转入祁连山后，与同年4月到达星星峡。中共中央从苏联调回陈云、滕代远等人前往新疆援接西路军左支队。1937年4月下旬到达迪化。这时的当时的新疆省主席盛世才同意援接西路军。西路军左支队入疆后整编为总支队，对外改称新疆督办公署“新兵营”。

## 留疆学习
1937年，原计划进入苏联的新兵营经中共中央决定，留在新疆学习。

### 文化学习
根据新兵营学员的条件不同，新兵营将学员氛围甲乙丙三个班级。其中甲班为初中课程，乙班为小学课程，丙班为识字扫盲。教员从新兵营挑选。学员通过文化教育后，在进行相应的专业技术学习。

### 专业技术学习
技术学习包括：实际操作课即为驾驶训练。随后其中20多人到西大桥汽车修配厂学修理。50多人去学习驾驶和掌握装甲车。约60名学员学炮兵技术，编为特科大队。后东北抗日义勇军也有学员参加。1937年11月上中旬，陈云回延安之前从新兵营动员和挑选了5人到新疆军医学校学习，6人到新疆（军办）兽医学校学习。新兵营举办了共约60人两期无线电训练班。新兵营举办了30余人的俄文班，完成学习后到莫斯科学习情报工作。除此之外，在新兵营里挑选出25名青年干部去学习航空技术。并在抗日军政大学和摩托学校中确定严振刚等19人前往新疆航空队学习。两队青年先后进入新疆航空队，合编为飞行班和机械班。

## 离开新疆
新兵营学员学成后，分几批先后回延安。
新兵营由朱光担任队长，新疆督办公署参议丁宝珍带大汽车30辆，从迪化出发。途径兰州，咸阳，西安，洛川等国民党把守的城市后进入延安。

## 旧址现状
原新兵营总部旧址现今为新疆生产建设兵团第二中学、兵团医院、兵团汽车运输总站等单位。1999年，在西后街37号按原中国工农红军西路军总支队医疗通讯班原貌复原重建，并定名为中国工农红军西路军总支队纪念馆。1962年被公布为新疆维吾尔自治区文物保护单位。